# Daudi Chwa II.

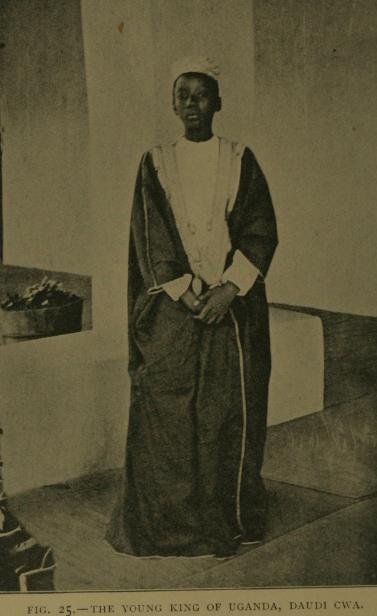
Der junge König Daudi Cua (1911).

Daudi Chwa II., KCMG, KBE (* 8. August 1896 in Mengo, Uganda; † 22. November 1939 in Kampala) war von 1897 bis 1939 der Kabaka (König) von Buganda im heutigen Uganda.

## Leben
Daudi Chwa war der Sohn von Mwanga II., der Buganda – mit Unterbrechung – seit 1884 regierte. Den Namen Daudi (in Luganda die Version des biblischen Namens David) erhielt er bei seiner Taufe.
Nachdem die Briten Mwanga II. inthronisiert hatten, wurde dessen erst einjähriger Sohn zum neuen Herrscher proklamiert. Die tatsächliche Regierungsgewalt lag jedoch bei den drei von den Briten eingesetzten Ministern Apolo Kagwa, Stanislaus Mugwanya und Zakaria Kizito Kisingiri. Am 5. August 1914 wurde er für mündig erklärt und führte die Amtsgeschäfte fortan selbständig.
Nach seinem Tod wurde Daudi Chwa in den Kasubi Tombs begraben. Sein Sohn Edward Mutesa wurde als Mutesa II. neuer Kabaka.